# Bardot (grupo)
Bardot  foi um girl group australiano de música pop, formado em 1999. Originalmente um quinteto, composto por Belinda Chapple, Sophie Monk, Sally Polihronas, Katie Underwood e Tiffani Wood. O grupo foi formado na versão local do talent show Popstars.

## Carreira
Bardot foi formado na primeira temporada da versão australiana do talent show musical Popstars, que buscava criar um grupo feminino de música pop com cinco integrantes. O grupo seria patrocinado pela estação de rádio Austereo, revista New Idea e assinado pela Warner Music Australia. Em 1999, mais de 2 mil e 500 aspirantes a cantoras compareceram às audições em todo o país, julgadas pela apresentadora de rádio Jackie O, pelo executivo musical Chris Moss e pelo empresário Michael Napthali, que administraria a carreira do grupo.
Após várias rodadas de eliminação, Chantelle Barry, Belinda Chapple, Sophie Monk, Sally Polihronas e Katie Underwood foram selecionadas. No entanto, a controvérsia surgiu quando Barry deixou o grupo sem nenhuma explicação. Durante entrevistas anos depois, ela esclareceu que foi forçada a sair depois de pegar sem autorização a mesada semanal de Monk, no valor de 100 dólares e esquecer de devolvê-la. Polihronas mais tarde declararia que sentiu que Barry foi "explorada" pelo programa e tratada como "a vilã". Após sua saída, os juízes selecionaram a cantora Tiffani Wood, de Newcastle, como a quinta integrante e "Bardot" foi escolhido como o nome da banda em homenagem à atriz francesa Brigitte Bardot. O Popstars começou a ser exibido em fevereiro de 2000 e acompanhou Bardot durante suas sessões de gravação, sessões de fotos e videoclipes, atividades promocionais e primeiro show ao vivo, que ocorreu no Sydney State Theatre. Considerado um formato único e inovador na época, atraiu em média mais de 2,6 milhões de espectadores por episódio, tornando-se um dos programas de maior sucesso e maior audiência na Austrália em 2000. O sucesso do Popstars levou a uma ampla cobertura da mídia nacional e as sessões de autógrafos do grupo nas lojas atraíram milhares de fãs, traduzindo-se em sucesso instantâneo de vendas de discos.
"Poison", o single de estreia do Bardot, entrou na parada australiana em primeiro lugar, vendendo mais de 60 mil cópias na primeira semana. Ganhou certificado de platina dupla, emitido pela Australian Recording Industry Association (ARIA), e permaneceu no topo por duas semanas consecutivas. Seu álbum de estreia, autointitulado, também entrou em primeiro lugar na parada da ARIA, com Bardot estabelecendo um recorde ao se tornar o primeiro artista australiano a estrear em primeiro lugar com seu single e disco de estreia. O álbum foi certificado de platina dupla e foi o 20º álbum mais adquirido na Austrália em 2000.
Em março de 2001, Bardot se mudou para o Reino Unido para lançar "Poison" e começar a trabalhar em seu segundo álbum. Apesar de um impulso promocional significativo, incluindo aparições no SMTV Live, Nickelodeon e Pepsi Chart, o single foi um sucesso limitado, chegando ao número 45 no UK Singles Chart. Enquanto preparava o lançamento de "ASAP", o primeiro single de seu segundo álbum, Underwood decidiu deixar o Bardot em busca de um papel no musical Hair. No final das contas, a produção foi cancelada antes de começar devido a questões financeiras e, logo depois, Underwood passou a colaborar com a trupe de dança Disco Montego. Em novembro de 2001, Bardot lançou seu segundo álbum, Play It Like That, que contou com co-composições de todas as membros remanescentes e recebeu críticas favoráveis dos críticos especializados. O álbum estreou na posição 16 nas paradas australianas e foi certificado como ouro, mas continuou a cair nas atualizações seguintes, passando sete semanas no top 100.
Em 16 de abril de 2002, Bardot anunciou a decisão de se separar. Uma declaração oficial dizia que o grupo havia "...citado a necessidade de uma merecida pausa após o que foi uma explosão fenomenal de 2,5 anos na cena musical australiana" e que "o ritmo em que a carreira do grupo continuou...cobrou seu preço". Elas fizeram um show de despedida, transmitido pelo canal Channel V, e sua última aparição como um grupo ocorreu um um evento de caridade em 2 de maio, em Sydney.

## Integrantes
|  | Chantelle Barry (1999)                                |
|  | Katie Underwood (1999–2001)                           |
|  | Belinda Chapple (1999–2002)                           |
|  | Sally Polihronas (1999–2002)                          |
|  | Sophie Monk (1999–2002)                               |
|  | Tiffani Wood (1999–2002) (substituiu Chantelle Barry) |

## Discografia

### Álbuns de estúdio
- Bardot (2000)
- Play It Like That (2001)

### Singles
- "Poison" (2000)
- "I Should've Never Let You Go" (2000)
- "These Days" (2000)
- "A.S.A.P." (2001)
- "I Need Somebody" (2001)
- "Love Will Find a Way" (2002)

### Álbuns de vídeo
- Popstars: The Making of Bardot (2000)
- Bardot: The Adventure Continues (2000)